# 896
Năm 896 là một năm trong lịch Julius.